# Seven Doors Hotel
„Seven Doors Hotel“ ("Хотел „Седем врати“ ) е сингъл на шведската рок група „Юръп“ от 1983 година. Той е бил огромен хит в Япония, където достига Top 10.
Идеята за песента идва на Джоуи Темпест, след като гледал италианският филм на ужасите „The Beyond“.
В 1985 е записана нова версия на песента, на обратната страна на касетата на „Rock the Night“.

## Състав

### 1983
- Джоуи Темпест-вокал, клавир
- Джон Норъм-китара
- Джон Ливън-бас китара
- Тони Рино-барабани

### 1985
- Джоуи Темпест-вокал
- Джон Норъм-китара
- Джон Ливън-бас китара
- Мик Микели-клавир
- Иън Хогланд-барабани